# Grünlandhecke
Als Grünlandhecke bezeichnet man die Hecken in durch Weidewirtschaft geprägten Grünland-Landschaften, die bewusst von Menschen angelegt wurden. Der recht selten verwendete Begriff wurde durch den Geographen Carl Troll eingeführt.
Es ist eine mögliche Form der Kategorisierung von Hecken, bei denen als Unterscheidungsmerkmal die Entstehungsgeschichte ausschlaggebend ist. Das Gegenstück zur Grünlandhecke ist die Gäulandhecke, die für den Süden Deutschlands typisch ist und die spontan auf landwirtschaftlichen Standorten entstand, bei denen für den Menschen der Aufwand der Beseitigung des Aufwuchses nicht lohnend war. 
Grünlandhecken sind typisch für durch Weidewirtschaft geprägte Landschaften mit atlantischem Klima, so den Norden Deutschlands, wo sie in der Form von Wallhecken, Knicks und Redder auftreten. Sie sind letztlich Ausdruck unterschiedlicher Nutzungsintensitäten von Land. Das nur extensiv genutzte Weideland, das meist am Rand der Gemarkung lag, wurde als Weideflächen genutzt. Die intensiv genutzten Landflächen lagen in größerer Nähe zum Dorf. Um diese Flächen vor Verbiss und Vertritt zu schützen, wurden entlang der Viehtriften Hecken angelegt. Beispielhaft für solche Aufteilung von Landflächen ist das Münsterland, wobei als Flurform die Eschflur überwog. 
Große Grünlandheckennetze befinden sich auch in Schleswig-Holstein. Hier sind sie Ausdruck einer besonderen, für die vorindustrielle Landwirtschaft typischen Wechselwirtschaft. Hier bildete sich eine Feld-Gras-Wechselwirtschaft aus, bei der jeweils verschiedene Parzellen beweidet wurden. Dies machte die Einfriedung aller Parzellen notwendig. Teilweise verwendete man sehr früh auch Zäune. In vielen Regionen war die Form der Einfriedung jedoch Hecken.